# Cheirodon pisciculus
Cheirodon pisciculus é uma espécie de peixe da família Characidae.
É endémica do Chile.